# Laurel Hill (Caroline du Nord)
Pour les articles homonymes, voir Laurel Hill.
Laurel Hill est une census-designated place située dans le comté de Scotland, dans l’État de Caroline du Nord, aux États-Unis. Lors du recensement de 2020, elle comptait 1 121 habitants.